# Trichillum depilatum
Trichillum depilatum là một loài bọ cánh cứng trong họ Bọ hung (Scarabaeidae).